# Les Aventures d'Augie March

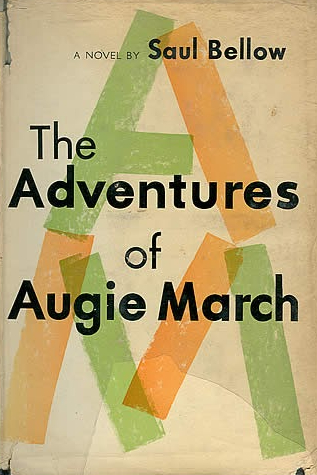
Les Aventures d'Augie March

Les Aventures d'Augie March est un roman de Saul Bellow, publié en 1953 (après diverses prépublications) aux États-Unis, puis traduit en français par Michel Lederer et publié en 2014 par les éditions Gallimard.

## Résumé
Le roman picaresque et d'apprentissage se déroule pour l'essentiel à Chicago (Illinois) entre 1925 et 1946 : un préadolescent puis adolescent de milieu défavorisé participe, presque malgré lui, au rêve américain, et raconte son parcours, à la première personne, chronologiquement.
La famille vit en partie des aides sociales, et les enfants interrompent tôt les études pour travailler et ramener leur salaire de soutien de famille. Grandma les éduque à bien apprendre et à se faire respecter. Avant douze ans, Augie fait du portage de journaux et de prospectus. L'été de ses douze ans, en 1927 sans doute, il est pris en charge et en pension par une vague tante pour des petits travaux d'entretien, et de manutention au sous-sol d'un magasin Woolworth, alors que Simon est serveur à Benton Harbor.
Il travaille ensuite dans un kiosque à journaux, puis comme livreur de fleurs, comme assistant du Père Noël, avec des petits arrangements qui finissent mal. En 1928, le premier emploi intéressant est adolescent à tout faire et rapidement secrétaire, de William Einhorn, infirme moteur (dont seules les mains fonctionnent), cerveau d'une famille de courtiers agents immobiliers. Puis, el Commissaire meurt. Dans le même temps, Georgie est placé définitivement en institution spécialisée. Le krach de 1929 ruine presque entièrement les Einhorn, qui conservent leur seule salle de billard pour tenter de se ressaisir.
Peu de temps, Augie, le fils illégitime d'un voyageur de commerce (p. 219), fréquente l'université (avec Simon), avec quelques petits boulots : vendeur de chaussures, représentant de produits de luxe pour aristocrates. Installé à Evanston (Illinois), il est pris en charge par le couple Renling. Alors qu'il accompagne Mrs Renling en cure pour soigner son arthrose, il tombe amoureux d'Esther Fenchel, et c'est sa sœur Théa qui vient lui annoncer l'impossibilité, et le départ précipité des deux filles de magnat. Le couple Renling finit par vouloir l'adopter, ce qu'il refuse.
Il travaille un temps pour un marchand de peinture caoutchoutée pour collectivités, pour Clarence Ruber. Il survit chichement, jusqu'à ce qu'il rencontre à nouveau Joe Gorman (p. 278), connu lors d'un cambriolage raté, qui le met sur une nouvelle affaire, qui, éventée, l'oblige à fuir en train vers Chicago, via Detroit. Les nombreux épisodes le ramènent enfin à Chicago, où, GrandMa morte, l'appartement a été récupéré et Mama placée chez le voisin Kreindl. Augie est employé un temps dans un club pour chiens de luxe, puis comme coursier et gérant du garni d'Owens. 
Simon est en train de réussir, envisage d'épouser Charlotte Magnus, se lance dans le commerce et le stockage de charbon, embauche Cox comme homme à tout faire et veilleur de nuit, Happy Kellerman pour fomer Augie, et Augie comme futur responsable. Très vite, Simon a peur de la faillite et des représailles des Magnus. Augie accompagne sa voisine, Mimi Villars, enceinte de Frazer, avorter avec toutes les complications médicales, et les conséquences sociales : les Magnus ne veulent plus rien avoir à faire avec un Augie March qui fréquente de telles personnes.
Grâce à Mimi, il obtient un poste d'inspecteur de logements dans le South Side, pour le WPA (Work Projects Administration), puis comme représentant syndical pour le CIO (Congrès des organisations industrielles), puis comme représentant syndical, grâce à quoi il rencontre Sophie Geratis, femme de chambre dans un hôtel de luxe,ce qui vaut une action violente du syndicat opposé, l'AFL (Fédération américaine du travail).
Théa Fenchel réapparaît (p. 513) et l'entraîne, aux chapitres 14 à 20 dans une équipée au Mexique, où elle doit divorcer, et lancer un projet de chasse à l'aigle royal dressé. Même Trotski passe à la cathédrale, avec ses gardes du corps, dont l'ami Sylvester.
Au retour aux États-Unis, Augie passe voir Georgie, puis Mam, puis imon, et tous les autres. Après un passage à l'université, il devient un temps bref l'auditeur et l'assistant du millionnaire Robey, pour rédiger un livre, le Chas de l'araignée. Il retrouve Sophie Geratis, devient professeur en école primaire, rêve d'ouvrir une maison d'accueil pour enfants et d'y réintégrer Georgie et Mama.
Aux chapitres 23-24, la seconde guerre mondiale s'impose. Augie, après une longue opération nécessaire, il s'engage, faute de mieux dans al Marine marchande, fait un stage à l'école des commissaires de comptes, retrouve son grand amour, Stella, envisage le mariage. Il fréquente Mintouchian, collègue avocat et Agnès Kuttner (mariée à Cuba), Robey, Frazer, Sylvester. 
Au chapitre 25, avant le départ, il épouse Stella. La traversée de l'Atlantique Nord, sur le vieux Sam MacManus commence bien, car il y est apprécié comme confident, et se termine rapidement, par un naufrage, dont les deux seuls survivants sont Augie et Hyme Basteshaw, dont le père travaillait avec Einhorn. Ce charpentier de bord est en fait psycho-bio-physicien, féru d'histoire de l'art, et étudiant l'ennui contemporain. Il se prétend un génie de l'embryologie, projette de créer un sérum, et propose à Augie de le seconder. La dérive de la barque se termine dans une sorte de folie.
Au chapitre 26 et dernier, Augie, après la guerre, de retour à Chicago, il séjourne à Paris, avec Stella (qui travaille dans la production de films), Frazer, Cumberland, Mintouchian, et Basteshaw.

## Personnages
Le nombre de personnages étant très important, figurent ici ceux qui remplissent le premier tiers du roman. 
- Rebecca March, Mama, lunettes rondes, esprit simple (ou simplet), autrefois employée en atelier de couture,
- X March, père absent, disparu, envolé, en désertion, un temps conducteur de camion de blanchisserie, sans doute
- Augie March, (Auger ou Augustus) et (Owgie), né en/vers 1915, personnage principal et narrateur, intelligent, espiègle, turbulent,
- Simon March, frère aîné, blond, Simey, joueur de cricket
- Georgie, frère cadet, né idiot (p. 12), assez vite placé en maison spécialisée
- Grandma, Gena Lausch, leur logeuse, multilingue, joueuse d'échecs et de klabyasch, une souveraine, veuve (d’un homme d’Odessa), l’un de ces Machiavel des petites rues de ce quartier qui ont peuplé mes jeunes années (p. 13)
  - mère de deux fils, Stiva et Alexander, à Cincinnati (Ohio) et à Racine (Wisconsin)
  - et son chien Winnie
- l'oncle Tanbow, du Parti républicain, et son clan
- le voisinage
  - M. Kreindl, leur voisin, son épouse, son fils Kotzie
  - Lubin, le travailleur social,
  - Lulov, l'artiste de la retouche photographique
  - Dr Wernick, le dentiste
  - quelques collègues d'école ou du quartier, comme Jimmy Klein, Stashu Kopecs, Moonya Staplanski
- Anna Coblin, vague tante, qui fait travailler Augie à 12 ans
  - ses enfants, Howard (17-18 ans), fugueur engagé comme marine dans la lutte contre Augusto Sandino (1927-1934) et Friedl (8-9 ans), promise un temps à Augie
  - son mari, Hyman Coblin, livreur de journaux
  - son frère Cinq-Propriétés, conducteur de camion du laitier, candidat au mariage
- William Einhorn, courtier agent immobilier, et sa femme,
  - le Commissaire, son père
  - Tillie, l'autre employé,
  - Arthur, leur fils

## Réception
- National Book Award pour la Fiction, 1953
- cent meilleurs romans de langue anglaise du XXe siècle, liste établie par la Modern Library
- Les 100 meilleurs romans du (es) Time